# Khofifah Indar Parawansa
Khofifah Indar Parawansa, née le 19 mai 1965, est une femme politique indonésienne. Elle a été ministre des Affaires sociales de 2014 à 2018. Elle démissionne pour se présenter à l'élection de gouverneur de la province du Java oriental de 2019, à l'issue de laquelle elle est élue.